# 270-es busz (Budapest)
A budapesti 270-es jelzésű autóbusz Újpest-központ és Rákospalota, Csömöri-patak között közlekedik 2015. február 7-étől a 12-es villamos kiegészítése céljából. A vonalat az ArrivaBus üzemelteti.

## Története
A járat 2015. február 7-én indult és csak hétköznap késő este és hétvégén közlekedett a 170-es busz és a 12-es villamos helyett.
2016. február 1-jétől a felújított villamospálya átadásával üzemideje lecsökkent. Munkanapokon késő este, illetve hétvégén csak hajnalban és késő este közlekedik.

## Útvonala
| Rákospalota, Csömöri-patak felé |
| Újpest-központ M vá. – Árpád út – István út – Petőfi utca – Kassai utca – Árpád út – Kiss János utca – Szilágyi utca – Fóti út – Géza fejedelem tér – Pozsony utca – Fő út – Csobogós utca – Közvágóhíd utca – Kovácsi Kálmán tér – Károlyi Sándor út – Székely Elek út – Harsányi Kálmán utca – Rákospalota, Csömöri-patak vá. |
| Újpest-központ felé |
| Rákospalota, Csömöri-patak vá. – Harsányi Kálmán utca – Visonta utca – Kanizsai Dorottya utca – Székely Elek út – Károlyi Sándor út – Kovácsi Kálmán tér – Közvágóhíd utca – Csobogós utca – Fő út – Kajár utca – Pozsony utca – Géza fejedelem tér – Fóti út – Szilágyi utca – Árpád út – Újpest-központ M vá.                 |

## Megállóhelyei
Az átszállási kapcsolatok között a 12-es villamos és a 170-es busz nincsen feltüntetve, mert a 270-es busz üzemidején kívül közlekednek.
| 0  | Újpest-központ M végállomás                          | 20 | 25, 30, 30A, 104, 104A, 120, 147, 196, 196A, 204, 220, 230 14 308, 309, 310, 313, 314, 315, 316, 317, 318, 319, 320, 321 |
| 2  | Erzsébet utca                                        | 18 | 25, 104, 104A, 120, 204, 220                                                                                             |
| 4  | Árpád üzletház                                       | 17 | 20E, 25, 104, 104A, 196, 196A, 204, 220                                                                                  |
| 5  | Árpád Kórház                                         | 16 | 25, 104, 104A, 196, 196A, 204 308, 309, 310, 313, 314, 315, 316, 318, 319, 320, 321                                      |
| 6  | Víztorony                                            | 15 | 25, 104, 104A, 121, 196, 196A, 204                                                                                       |
| ∫  | Kiss János utca                                      | 14 | 96, 121, 124, 296, 296A                                                                                                  |
| 8  | Rákospalota-Újpest vasútállomás                      | 13 | 96, 121 14 S70 G70 S71 G71                                                                                               |
| 10 | Szilágyi utca                                        | 11 | 96, 121, 296, 296A 14 |
| 12 | Géza fejedelem tér                                   | 10 | 96, 124, 296, 296A |
| 13 | Fő út (↓) Dal utca (↑)                               | 9  | |
| 14 | Rákospalota, Kossuth utca                            | 8  | 5, 104, 104A, 125, 204, 231, 231B                                                                                        |
| ∫  | Mogyoród útja (↓) Csobogós utca (↑)                  | 8  | 125 |
| 15 | Közvágóhíd tér                                       | 6  | 124, 125 |
| 17 | Kovácsi Kálmán tér                                   | 5  | 124, 125 |
| 18 | Árokhát út                                           | 4  | 125 S71 (Rákospalota-Kertváros)                                                                                          |
| 19 | Székely Elek út (↓) Rákospalota, Székely Elek út (↑) | 4  | 125 |
| 20 | Kanizsai Dorottya utca (↓) Bútorraktár (↑)           | 2  | |
| ∫  | Kanizsai Dorottya utca                               | 1  | |
| 21 | Visonta utca                                         | 0  | |
| 23 | Rákospalota, Csömöri-patak végállomás                | 0  | |